# Francisco Javier Caminero y Muñoz
Francisco Javier Caminero y Muñoz (Cervatos de la Cueza,  2 de diciembre de 1830-León, 13 de abril de 1885) fue un religioso y teólogo español, obispo de León y académico de la Real Academia de Ciencias Morales y Políticas.

## Biografía
Estudió en el Seminario de Palencia y se licenció en teología en la Universidad de Valladolid. Ordenado sacerdote en 1858, fue profesor de teología en la Universidad de Valladolid y desde 1860 en el monasterio del Escorial. También fue funcionario de la Biblioteca Nacional de España y arcipreste de Medina de Rioseco.
Considerado como uno de los más destacados apologistas católicos del siglo XIX Juan Donoso Cortés. Publicó varias obras donde defendía que el tomismo era insuficiente para defender la fe ante los ataques del marxismo y del krausismo. En 1880 fue nombrado académico de la Real Academia de Ciencias Morales y Políticas. Al año siguiente se adhirió a la Unión Católica de Alejandro Pidal y Mon. En marzo de 1885 fue nombrado obispo de León, pero murió después de un mes de ocupar el cargo, y fue sustituido por Francisco Gómez-Salazar y Lucio-Villegas, quien también lo sustituyó en la Academia.

## Obras
- Manuale Tragogicum in Sacram Scripturam (1868)
- La cuestión tradicionalista (1872)
- La fe y la ciencia (1872)
- Buchner o el catecismo de los materialistas (1874)
- La filosofía disidente (1880)
- La moral utilitaria (1888)